# Nemausa (planetoïde)
(51) Nemausa is een planetoïde in de planetoïdengordel tussen de banen van de planeten Mars en Jupiter. Nemausa heeft een onregelmatige vorm met afmetingen van 170 bij 136 km. Ze draait in 3,64 jaar om de zon, in een ellipsvormige baan. De afstand tot de zon varieert tussen de 2,210 en 2,512 astronomische eenheden. De baan maakt een hoek van ongeveer 10° met de ecliptica.

## Ontdekking en naamgeving
Nemausa werd op 22 januari 1858 ontdekt door A. Laurent, een verder relatief onbekende Fransman die het privé-observatorium van de Franse astronoom Benjamin Valz in Nîmes beheerde nadat Valz naar Marseille verhuisd was. Het was Laurents enige ontdekking van een nieuwe planetoïde. Vanwege zijn ontdekking kreeg Laurent de Medaille d’astronomie en werd later planetoïde (162) Laurentia naar hem genoemd.
Nemausa is de Latijnse naam voor de stad Nîmes, waar Laurent de planetoïde ontdekte.

## Eigenschappen
Nemausa wordt door spectraalanalyse ingedeeld bij de G-type planetoïden, waarvan (1) Ceres de grootste is. G-type planetoïden hebben een relatief laag albedo (en daarom een donker oppervlak) en zijn rijk in organische verbindingen en waterhoudende mineralen. Nemausa’s rotatieperiode is 7,783 uur. 
Op basis van lichtcurve-analyse wordt vermoed dat Nemausa een klein maantje heeft.